# Kardašova Řečice
Pour les articles homonymes, voir Řečice.
Kardašova Řečice (en allemand : Kardasch Retschitz) est une ville du district de Jindřichův Hradec, dans la région de Bohême-du-Sud, en Tchéquie. Sa population s'élevait à 2 242 habitants en 2024.

## Géographie
Kardašova Řečice se trouve à 13 km à l'ouest-nord-ouest de Jindřichův Hradec, à 36 km au nord-est de České Budějovice et à 104 km au sud-sud-est de Prague.
La commune est limitée par Višňová au nord, par Pluhův Žďár, Velký Ratmírov et Jindřichův Hradec à l'est, par Ratiboř et Hatín au sud, et par Val, Drahov et Pleše à l'ouest.

## Histoire
La première mention écrite de la localité date de 1267.

## Administration
La commune se compose de trois sections :
- Kardašova Řečice
- Mnich
- Nítovice

## Transports
Par la route, Kardašova Řečice se trouve à 13,5 km de Jindřichův Hradec, à 45 km de České Budějovice et à 125 km de Prague.

## Jumelage
- Oberdiessbach (Suisse)

## Source
- (cs) Cet article est partiellement ou en totalité issu de l’article de Wikipédia en tchèque intitulé « Kardašova Řečice » (voir la liste des auteurs).